# Runga
Runga is een geslacht van spinnen uit de  familie van de Synotaxidae.

## Soorten
- Runga akaroa Forster, 1990
- Runga flora Forster, 1990
- Runga moana Forster, 1990
- Runga nina Forster, 1990
- Runga raroa Forster, 1990